# Човарнашани (Мехединци)
Човарнашани (рум. Ciovârnășani) насеље је у Румунији у округу Мехединци у општини Шишешти. Oпштина се налази на надморској висини од 215 m.

## Становништво
Према подацима из 2011. године у насељу је живело 494 становника.